# 美國空軍第16航空遠征特遣隊
第16航空远征特遣队（英語：16th Air Expeditionary Task Force），前身为第十六航空队（Sixteenth Air Force），是美国驻欧空军下属的一个空军编制单位，指揮部位于土耳其的伊兹密尔空军基地。